# Sylvia Wiegand
Pour les articles homonymes, voir Wiegand (homonymie).
Sylvia Margaret Wiegand, née le 8 mars 1945 au Cap, est une mathématicienne américaine. Elle est présidente de l'Association for Women in Mathematics de 1997 à 1999.

## Biographie
Sylvia Wiegand est né au Cap, en Afrique du Sud. Elle est la fille du mathématicien Laurence Chisholm Young, la nièce de la mathématicienne Rosalind Tanner et la petite-fille des mathématiciens Grace Chisholm Young et William Henry Young. Sa famille s'installe au Wisconsin en 1949 et elle fait ses études à Bryn Mawr dont elle est diplômée en 1966. Elle épouse le mathématicien Roger Wiegand, et le couple passe une année à l'université de Washington, où elle prépare un master. Elle poursuit ses études l'année suivante à l'université du Wisconsin à Madison où elle soutient en 1971 une thèse intitulée Galois Theory of Essential Expansions of Modules and Vanishing Tensor Powers, sous la direction de Lawrence S. Levy. 
Malgré les règles restreignant la possibilité pour un couple d'exercer dans une même université, l'université du Nebraska offre un poste à Sylvia et Roger Wiegand. Celle-ci est recrutée comme assistante, puis comme professeure agrégée, et enfin, en 1987, elle est nommée professeure titulaire à l'université du Nebraska à Lincoln. Elle est alors la seule femme professeure du département de mathématiques. En 1988, le comité de recrutement pour deux nouveaux postes de professeur de mathématiques qu'elle dirige recrute deux femmes. En 1996, Sylvia Wiegand et son mari Roger Wiegand créent une bourse de recherche pour des doctorants en mathématiques en l'honneur de Grace Chisholm Young et William Henry Young, les grands-parents de Sylvia.

## Activités professionnelles et associatives
Sylvia Wiegand est présidente de l'Association for Women in Mathematics de 1997 à 1999,. 
Elle est rédactrice en chef de la revue Communications in Algebra et du Rocky Mountain Journal of Mathematics. Elle siège au conseil d'administration de la Société canadienne de mathématiques de 1997 à 2000.

## Travaux
Les recherches de Sylvia Wiegand concernent l'algèbre commutative, y compris le spectre premiee d'un anneau de Noether, la décomposition en sommes directes et le problème d'annulation des anneaux unidimensionnels.

## Publications
- (éd) avec Carl Faith (de) : « Module Theory », Lecture notes in mathematics, Springer, 1979.
- Sa thèse est publiée dans « Galois theory of essential extensions of modules », Canadian J. Math., vol 24, 1972, p. 573–579.

## Prix et distinctions
Sylvia Wiegand est mentionnée dans l'ouvrage Notable Women in Mathematics: A Biographical Dictionary, publié par Charlene Morrow et Teri Perl, en 1998. Elle reçoit le prix de la contribution exceptionnelle en faveur du statut des femmes, décerné par l'université du Nebraska en 2000. En mai 2005, cette université organise une conférence sur l'algèbre commutative intitulée « WiegandFest », en l'honneur du travail de recherche de Sylvia Wiegand et de son mari. 
En 2012, elle devient membre d'honneur de l'American Mathematical Society. 
En 2017, elle fait partie des fellows d'honneur de la classe inaugurale de l'AWM.